# Friedrich Flohr
Friedrich Flohr (* 20. Februar 1927 in Wolfenbüttel; † 1. Oktober 2010) war ein deutscher Mathematiker.
Flohr studierte ab 1946 an der TU Braunschweig und danach an der  Universität Freiburg, an der er 1951 sein Staatsexamen ablegte und danach bis 1955 wissenschaftlicher Mitarbeiter war. 1955 bis 1958 war er im Schuldienst in Niedersachsen und ab 1958 Assistent an der TH Karlsruhe. Er wurde 1959 bei Martin Barner in Karlsruhe promoviert (Elementar beweisbare Holomorphie- und Integrabilitätskriterien). Ab 1963 war er Akademischer Rat, ab 1966 Akademischer Oberrat und ab  1974 wissenschaftlicher Rat und Professor an der Universität Freiburg.
Mit Barner ist er Verfasser eines zweibändigen Analysis-Lehrbuchs.

## Schriften
- mit Martin Barner: Analysis. 2 Bände, de Gruyter, Berlin 1974 (Band 1, 5. Aufl. ISBN 3-11-016778-6, doi:10.1515/9783110854770; Band 2, 3. Aufl. ISBN 3-11-015034-4, doi:10.1515/9783110808896).
- mit Martin Barner, Ulrich Graf: Darstellende Geometrie. 12. Auflage, Quelle und Meyer, Heidelberg 1991.